# SMS Niobe (1899)
Lo SMS Niobe fu un incrociatore leggero della Kaiserliche Marine tedesca, parte della classe Gazelle; varato nel 1899, l'incrociatore servì nella Hochseeflotte ma allo scoppio della prima guerra mondiale nel 1914 fu ridotto al ruolo di unità per la difesa costiera e poi di nave caserma.
Il Niobe fu una delle poche unità navali concesse alla Germania dal trattato di Versailles, e all'inizio degli anni 1920 ritornò in servizio con la Reichsmarine dopo essere stato ammodernato; radiato dal servizio nel 1925, fu venduto al Regno di Jugoslavia entrando in servizio con la Jugoslovenska kraljevska ratna mornarica sotto il nuovo nome di Dalmacija, servendo principalmente come nave scuola. Dopo l'invasione della Jugoslavia nel 1941 l'unità fu catturata dall'Italia e reimmessa in servizio come cannoniera sotto il nuovo nome di Cattaro; ricatturata dai tedeschi dopo la resa dell'Italia nel settembre 1943, la nave servì brevemente con la Kriegsmarine prima di andare perduta nel dicembre seguente dopo essersi arenata lungo le coste dell'isola di Selve.

## Storia

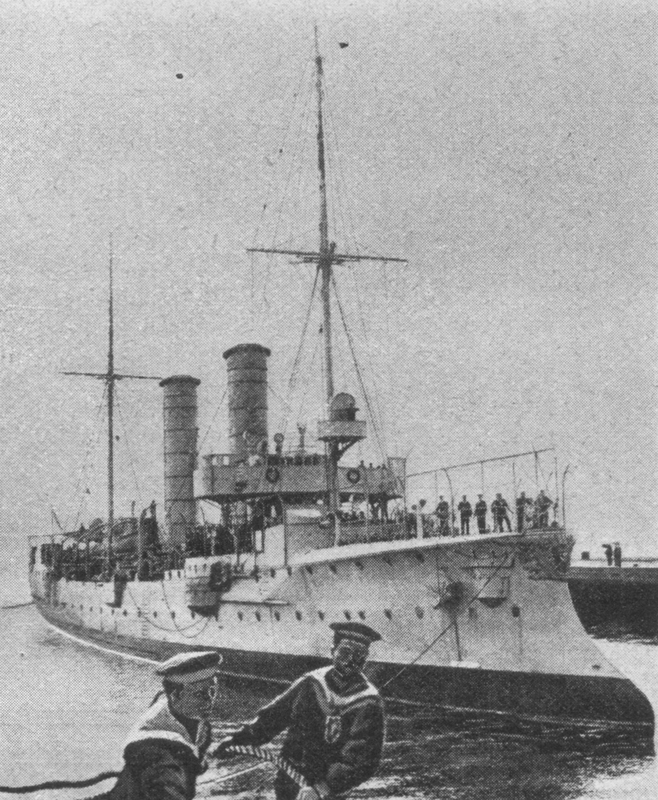
Il Niobe nel 1902

Impostata nei cantieri della AG Weser di Brema il 30 agosto 1898, l'unità fu varata il 18 luglio 1899 con il nome di Niobe in onore dell'omonimo personaggio della mitologia greca; seconda unità della sua classe ad essere completata, l'unità entrò poi in servizio il 25 giugno 1900. Nel 1902 il Niobe fu assegnato alla Divisione Incrociatori del I Squadrone della Hochseeflotte, insieme all'incrociatore corazzato SMS Prinz Heinrich, agli incrociatori protetti SMS Freya e SMS Victoria Louise e agli incrociatori leggeri SMS Hela e SMS Amazone; nell'ottobre dello stesso anno l'incrociatore divenne la nave di bandiera dell'allora capitano di corvetta Franz von Hipper.
Nel 1906 l'incrociatore fu inviato oltremare per svolgere servizi di sorveglianza nelle colonie, rientrando in Germania nel 1909. Allo scoppio della prima guerra mondiale nell'agosto 1914, il Niobe, ormai piuttosto obsoleto, fu ritirato dal servizio di prima linea e destinato alla difesa costiera, finché nel 1915 non fu trasformato in nave caserma ancorata nel porto di Wilhelmshaven; durante questo periodo il Niobe servì ancora sotto von Hipper, ora ammiraglio, che utilizzò l'unità come suo quartier generale personale. Nel 1917 la nave fu privata delle sue artiglierie, destinate al rinforzo delle difese costiere di Wilhelmshaven.
Il Niobe fu una delle poche unità il cui possesso fu permesso alla Germania dal trattato di pace di Versailles del 1919; assegnata alla neo-organizzata Reichsmarine, la nave fu messa in cantiere per una serie di interventi di modernizzazione: la vecchia prua a rostro fu sostituita con una più moderna arcuata o "a clipper", e l'unità fu dotata di nuovi cannoni da 105 mm SK L/45 e di nuovi tubi lanciasiluri da 500 mm. L'unità servì con la marina tedesca principalmente con compiti addestrativi; dopo l'entrata in servizio del nuovo incrociatore Emden, la nave fu radiata nel 1925 e posta in vendita: il 26 giugno 1926 il Niobe fu quindi acquistato al governo jugoslavo.
Per conto della Jugoslavia l'unità fu sottoposta a una serie di lavori nei cantieri della Deutsche Werke di Kiel che comportarono modifiche alle sue sovrastrutture, prima di entrate in servizio con la Marina reale jugoslava il 3 settembre 1926 con il nuovo nome di Dalmacija (in onore della regione della Dalmazia); giunta nella base di Cattaro nel 1927, presso l'arsenale di Teodo l'unità fu riequipaggiata con un nuovo armamento consistente in sei cannoni da 85 mm e quattro cannoni antiaerei da 47 mm della Škoda. Sotto la bandiera jugoslava, il Dalmacija servì principalmente come unità antiaerea e come nave scuola per artiglieri.

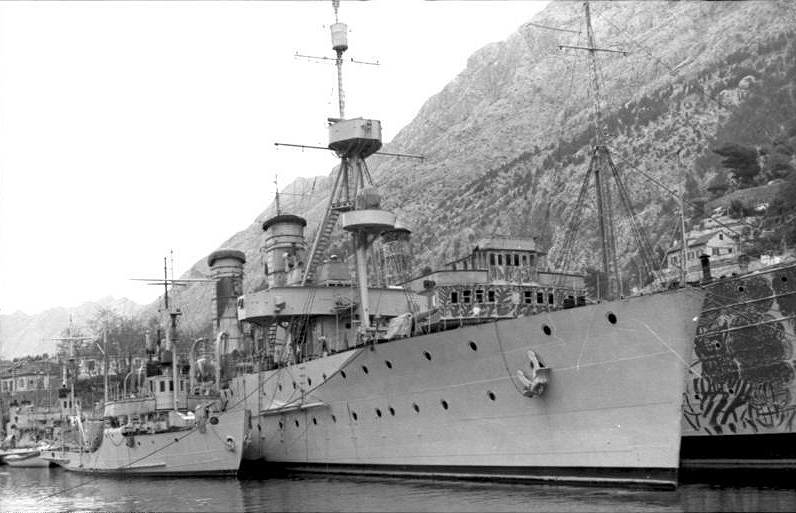
Il Dalmacija a Cattaro dopo la sua cattura da parte degli italiani

Durante l'invasione della Jugoslavia nell'aprile 1941, come il resto della flotta jugoslava il Dalmacija rimase fermo all'ancora nella base di Cattaro e qui fu catturato intatto dalle truppe italiane il 25 aprile. Incorporata nella Regia Marina come cannoniera, l'unità assunse il nuovo nome di Cattaro e servì come unità di scorta nel mar Adriatico; il 31 luglio 1942 la nave sfuggì ad un attacco del sommergibile britannico HMS Traveller mentre navigava al largo di Premantura in Istria.
Dopo l'annuncio della firma dell'armistizio di Cassibile, il Cattaro fu catturato dai tedeschi l'11 settembre 1943 e immesso in servizio con la Kriegsmarine sotto il vecchio nome di Niobe; l'armamento dell'unità fu ancora una volta modificato, e la nave ricevette sei cannoni da 84 mm, quattro da 47 mm, quattro mitragliere da 20 mm Oerlikon e 26 mitragliere Breda 20/65 Mod. 1935. Assegnata ancora alla scorta dei convogli nelle acque jugoslave, la sera tra il 21 e il 22 settembre l'unità fu attaccata senza successo a nord-ovest di Zara dalle motosiluranti britanniche MTB 226 e MTB 228; il 13 novembre seguente, il Niobe scortò varie navi da trasporto con a bordo unità della 7. Infanterie-Division dirette a occupare le isole di Cherso, Veglia e Lussino.
Il 19 dicembre 1943 il Niobe finì incagliato lungo la costa dell'isola di Selve; tre giorni dopo, lo scafo immobile fu attaccato dalle motosiluranti britanniche MTB 276 e MTB 298 le quali lo centrarono con due siluri; diciannove membri dell'equipaggio rimasero uccisi nell'attacco. Lo scafo ridotto a un relitto fu abbandonato dai tedeschi e saccheggiato dei materiali utili dai partigiani jugoslavi; il relitto fu recuperato a partire dal 1947 e avviato alla demolizione nel 1949.